# 吉金英二
吉金 英二（よしかね えいじ）は テーマパーク並びにイベント業界で、ショーの演出や作詞を手掛けている。

## 略歴
過去にシティーホテルでのピアノ奏者としての顔を持ちながら、東京都の青少年育成にも力を注ぎ数期に渡り、ミュージカルの育成に貢献し、NHK-TVドキュメントで放映。
また、民間の人形劇団「毛虫の冒険」の楽曲も提供している。
異色のマルチタレント性を持つ彼は、様々なアトラクションやエンターテイメントショーを手掛け、現在も国内のテーマパーク業界で活躍しており、国内のテーマパークは勿論の事、幕張のイベントを始め、電力館等でも 彼の手掛けた作品を目にする事が出来る。